# Apidog
Apidog는 Apidog, Inc.에서 개발한 API 관리 도구이다. 이 도구는 API 설계, 사양 생성, 개발, 디버깅, 자동화 테스트 및 목(mock) 서버와 같은 기능을 포함한다.

## 역사
Apidog는 2022년 8월 30일에 공식적으로 공개되었다. 초기에는 웹(REST) API만 지원했지만, 이후 GraphQL, WebSocket, gRPC 등 다양한 통신 프로토콜을 지원하도록 확장되었다. 2025년 3월에는 MCP 서버와 LLMs.txt 지원이 도입되어 외부 인공지능(AI) 도구와의 통합이 가능해졌다.

## 특징
Apidog는 API 관리 기능으로 API 사양 작성 및 공유, 데이터 가져오기 및 내보내기, 데이터 모델(스키마) 사용, 버전 관리, 문서 공유 등을 지원한다. 또한, 환경 변수 및 전역 변수를 지원하고, 로컬, 클라우드, 자체 호스팅 환경에서 커스터마이징된 목 데이터를 생성할 수 있는 목 서버를 제공한다. 사용자는 테스트 시나리오를 구성하고 여러 단계와 어설션을 추가하여 API 테스트를 자동화할 수 있다.
2025년 6월에 출시된 Apidog v2.7.18 버전에서는 스키마 내의 필드 설명 및 목 데이터를 AI로 수정할 수 있는 기능과, AI 모델용 API 키를 구성하여 Apidog의 AI 기능을 활성화할 수 있는 기능이 도입되었다.

## 참고 문헌
1. ↑  “Apidog - Mac, Windows(PC) 용 데스크톱 웹”. 2025년 7월 7일에 확인함.
2. ↑  Joshi, Sagar. “6 Postman Alternatives So Good, I Almost Forgot Postman” (영어). 2025년 7월 7일에 확인함.
3. ↑  “Apidog: All-in-One API Platform: Design, Debug, Mock, Test, and Document” (영어). 2025년 7월 7일에 확인함.
4. ↑  INC., SANKEI DIGITAL. “ただいま、API管理ツールのApidogはgRPCに対応できるようになりました！”. 《サンスポ》 (일본어). 2025년 7월 7일에 확인함.
5. ↑  “Apidog MCP Server - Apidog Docs”. 2025년 7월 7일에 확인함.
6. ↑  “api개발시 프론트엔드 백엔드의 독립적인 개발,소통일원화를위한 - api 솔루션 도입기(apidog)”. 2024년 5월 6일. 2025년 7월 7일에 확인함.
7. ↑  “Apidogの詳細情報 : Vector ソフトを探す！”. 2025년 7월 7일에 확인함.
8. ↑  “Global parameters - Apidog Docs”. 2025년 7월 7일에 확인함.
9. ↑  “Create a test scenario - Apidog Docs”. 2025년 7월 7일에 확인함.
10. ↑  “Changelog | Apidog” (영어). 2025년 7월 7일. 2025년 7월 7일에 확인함.